# KJ-1
KJ-1 (кит. 空警一號, Воздушный страж-1, Проект 926) — самолёт ДРЛО Китайской Народной Республики на базе бомбардировщика Ту-4.

## Разработка
По итогам вооружённого конфликта между КНР и Тайванем и сохранённой напряжённости между двумя странами Центральной Военной Комиссией было принято решение о необходимости создания самолёта дальнего радиолокационного обнаружения (ДРЛО) так как существующие на тот момент наземные станции РЛС не обеспечивали полноценного контроля воздушного пространства, особенно в гористой местности с множеством "слепых" зон. 26 сентября 1969 года Центральная Военная Комиссия выдала распоряжение о начале разработки самолёта ДРЛО, а уже 25 ноября того же года командование ВВС представило спецификацию требуемой машины.
Разработка получила название «Проект 926». Единственным доступным для КНР радиотехническим комплексом был советский «Лиана-М», который уже использовался на Ту-126. В качестве самолёта-носителя рассматривалось несколько вариантов, но в итоге решено было остановиться на бомбардировщике Ту-4 с демонтированным вооружением.

Сравнение установленных на Ту-4 двигателей АШ-73ТК и АИ-20М

Одной из серьёзных проблем на начальном этапе разработки была явно малая мощность (2400 л.с.) „штатных“ авиадвигателей АШ-73ТК так как по расчётам ожидалось увеличение аэродинамического сопротивления на 30% после установки 5-тонной антенны в обтекателе диаметром 7 метров. Потребовалась замена на более мощные турбовинтовые двигатели АИ-20М (4250 л.с.), которые устанавливались на Ан-12Б импортируемые Китаем из Советского Союза. На работы над новым моторным отсеком и монтажу двигателей ушло около месяца. Замена силовых установок повлекла за собой увеличение размера хвостового оперения так как новые двигатели хотя и были меньшего веса (1040 кг против 1355 кг у АШ-73ТК), но выдавались вперёд на 2,3 метра и этим нарушали центровку самолёта.

## Испытания
Первый же полёт, произведённый 10 июня 1971 года, выявил недостаточную курсовую устойчивость и чрезмерную вибрацию самолёта, связанные с установкой мощных двигателей и несовершенной конструкцией обтекателя локатора. Проблема курсовой устойчивости была решена путём регулировки тяги двигателей, но чтобы избавиться от склонности к флаттеру потребовались два года испытаний и доводки конструкции самолёта. В результате были установлены подкилевые гребни и вертикальные шайбы на законцовках горизонтального оперения, что, хотя и не устранило полностью склонность к флаттеру, но снизило её до приемлемого уровня.

## В настоящее время
В настоящее время находится в Китайском музее авиации.

## Связь с советскими разработками
В Советском Союзе в середине 50-х годов был опыт установки на Ту-4 двигателей АИ-20 (на летающую лабораторию Ту-4ЛЛ для лётных испытаний двигателя, разработанного для Ан-10 и Ан-12). Также есть смутные упоминания о попытке разработки самолёта ДРЛО на базе Ту-4, но полноценного подтверждения в открытых источниках этому нет.
Несмотря на вышесказанное отсутствуют данные о том, что в разработке KJ-1 принимали участие советские специалисты или Китаю передавались какие-либо документы о проведённых в СССР проектировании и испытаниях.

## Лётно-технические характеристики
Источник данных: .

Технические характеристики
- Экипаж: 10-12 человек
- Длина: 30,18 м
- Размах крыла: 43,05 м
- Высота: 9,22 м
- Площадь крыла: 161,7 м²
- Максимальная взлётная масса: 54500 кг
- Силовая установка: 4 × турбовинтовой АИ-20М
- Мощность двигателей: 4 × 4250 л.с. (4 × 3125 квт)

Лётные характеристики
- Максимальная скорость: 558 км/ч
- Перегоночная дальность: 5100 км
- Длина разбега: 780 м
- Длина пробега: 817 м